# Comunicació síncrona
La comunicació síncrona és l'intercanvi d'informació per Internet en temps real. És un concepte que s'emmarca dins de la comunicació mediada per computador, que és aquell tipus de comunicació que es dona entre persones i que empra els ordinadors com a mitjà.

## Comunicació asíncrona
L'altra gran categoria de la CMC és la comunicació asíncrona, l'exemple més clar de la qual seria el correu electrònic. La comunicació asíncrona és la que permet la comunicació per internet entre persones de forma no simultània.

## Titulars de la comunicació síncrona
Pel que fa a comunicació síncrona, el màxim exponent és el xat. La seva creació data del 1988, encara que l'èxit massiu no es va començar a donar i a popularitzar fins a principis del segle XXI. Els participants en aquest tipus de comunicació empren una sèrie de característiques més pròpies de la xerrada oral, però usant els ordinadors i el text escrit per crear una il·lusió de conversa. Hi ha dos obstacles per solucionar aquesta informalización del discurs:
El primer seria l'absència de trets paralingüístics: s'han hagut de recrear mitjançant símbols, emoticones o la repetició de paraules els trets comunicatius de la conversa cara a cara. Per exemple, per indicar que estem cridant escrivim en majúscula (QUE NO!) o per emfatitzar allò que diem repetim lletres “hooolaaaaaaa”.
L'altre obstacle és l'espai. Si volem emular la sensació de conversa hem de dominar l'espai per dues raons. La primera és la pròpia limitació física de molts xats. L'altra és que una conversa requereix de participacions relativament paritàries, per no semblar-se en excés a un monòleg.

## Límits entre la dicotomia
Comptat i debatut, en parlar de comunicació i discurs per internet, ens trobem amb que la CMC és una disciplina tan nova que encara presenta problema a l'hora de fitar el seu camp d'actuació. La dicotomia d'aquest tipus de comunicació pot veure's més diluïda si considerem les xarxes socials com Facebook o myspace, en els quals els límits entre comunicació síncrona i comunicació asíncrona s'emborronen.

## Exemples
Alguns exemples respecte a la comunicació síncrona són: 
- Xats
- Videotrucades
- Videoconferències
- Trucades telefòniques

Aquests faciliten l'intercanvi d'informació en temps real, recorda que alguns mitjans més usats són Facebook, Instagram, WhatsApp, Skype, Google Talk, Zoom, entre d'altres.